# Leiknir Reykjavík
Íþróttafélagið Leiknir, auch unter dem Namen Leiknir Reykjavík bekannt, ist ein isländischer Fußballverein. Der Club wurde 1973 gegründet und ist aus dem Bezirk Breiðholt, in der isländischen Hauptstadt Reykjavík. 2014 erlangte das Team den 1. Platz in der 1. deild karla und stieg in die Úrvalsdeild auf, in der sie allerdings nach einer Saison wieder abstiegen. Das Team spielt 2025 in der 1. deild karla, der zweithöchsten Spielklasse in Island. Ihr Stadion steht in Leiknisvöllur. Das Motto des Teams ist „Pride of Breiðholt“.
Der Club besitzt einige Jugendmannschaften. Der Verein ist bekannt dafür, dass er viele Spieler entwickelt und formt. Derzeit ist die Mehrheit der Spieler aus Island. Leiknir hat auch eine Basketball- und eine Karate-Abteilung. Die Basketballmannschaft spielt in den unteren Ligen der isländischen Basketballligen.

## Stadion/Anlage
Die gesamte Anlage von Leiknir wurde neu renoviert. Im Jahr 2008 eröffnete der Club seine neuen Einrichtungen, die alte Gebäude ersetzten, die seit 1987 als Büro- und Ankleideeinrichtung des Clubs diente. Die derzeitigen Einrichtungen sind ein 700 m² großes Clubhaus, Kunstrasen, das Hauptstadion und insgesamt vier Übungsplätze. Ein Übungsplatz heißt Þorsteins-Völlur und wurde am 7. September 2012 in Erinnerung an den 9-jährigen Þorsteinn Björnsson, einen ehemaligen Spieler der Jugendabteilung in Leiknir, benannt.
Der Club hat außerdem einen Swimmingpool und eine Turnhalle.

## Männerfußball

### Support
Die Club-Hymne ist In the Ghetto von Elvis Presley. Sie wird vor jedem Heimspiel gespielt.
Leiknirs Rivalen sind ihre Nachbarn ÍR. Leiknir und ÍR sind die einzigen Fußballvereine in Breiðholt und repräsentieren den isländischen Bezirk.
Das Reserveteam ist Knattspyrnufélag Breiðholts.

### Erfolge

#### Liga
- 1. deild karla (2. Liga)
  - Meisterschaft (1): 2014[1]
- 2. deild karla (3. Liga)
  - Meisterschaft (1): 2005[2]
- 3. deild karla (4. Liga)
  - Aufstieg (1): 2003

#### Pokal
- Reykjavíkurmótið (Reykjavik Cup)
  - Siege (2): 2013, 2016
  - 2. Platz (1): 2015[3]
- Deildarbikarkeppni KSÍ – B deild (Liga Cup – Division B)
  - Siege (1): 2005

### Trainerhistorie
| Name                                          | Jahre     |
| --------------------------------------------- | --------- |
| Pétur Arnþórsson                              | 1994–1996 |
| Magnús Pálsson                                | 1996–1997 |
| Jóhann Gunnarsson                             | 1999–2000 |
| Magnús Einarsson                              | 2001–2003 |
| Garðar Ásgeirsson                             | 2004–2006 |
| Óli Halldór Sigurjónsson                      | 2006–2007 |
| Jesper Tollefsen                              | 2007      |
| Garðar Ásgeirsson                             | 2007–08   |
| Sigursteinn Gíslason                          | 2008–2011 |
| Zoran Miljković                               | 2011      |
| Willum Þór Þórsson                            | 2011–2012 |
| Davíð Snorri Jónasson und Freyr Alexandersson | 2012–2015 |
| Kristján Guðmundsson                          | 2015–2016 |
| Kristófer Sigurgeirsson                       | seit 2016 |